# Molenna w Suwałkach
Molenna w Suwałkach – molenna staroobrzędowców należąca do parafii Wschodniego Kościoła Staroobrzędowego w Suwałkach. Największa świątynia staroobrzędowska w Polsce.
Świątynia mieści się przy ulicy Sejneńskiej 37A.
Zbudowana w latach 1910–1912. Budynek drewniany, o konstrukcji zrębowej, orientowana, salowa, z kruchtą. Przy wejściu zadaszony ganek. Nad kruchtą dwukondygnacyjna wieża z dachem namiotowym zwieńczonym baniastym hełmem. Nad nawą blaszany dach z wieżyczką zwieńczoną cebulastym hełmem.
Molennę wpisano do rejestru zabytków 11 maja 1980 pod nr 71. Molenna wymaga renowacji. Jesienią 2012 suwalskie władze wyraziły intencje naprawy jej stanu.